# Прњавор (Трстеник)
Прњавор је насеље у Србији у општини Трстеник у Расинском округу. Према попису из 2022. било је 253 становника (према попису из 1991. било је 330 становника). У Прњавору се налази манастир Љубостиња, задужбина кнегиње Милице из 1388. године.

## Историја
До Другог српског устанка Прњавор (тада Љубостиња-Прњавор) се налазио у саставу Османског царства. Након Другог српског устанка Прњавор улази у састав Кнежевине Србије и административно је припадао Јагодинској нахији и Левачкој кнежини све до 1834. године када је Србија подељена на сердарства.

## Демографија
У насељу Прњавор живи 259 пунолетних становника, а просечна старост становништва износи 43,5 година (42,0 код мушкараца и 44,8 код жена). У насељу има 102 домаћинства, а просечан број чланова по домаћинству је 2,83.
Ово насеље је великим делом насељено Србима (према попису из 2002. године), а у последња три пописа, примећен је пад у броју становника.
|  |

| Демографија | Демографија | Демографија |
| Година      | Становника  | Становника  |
| ----------- | ----------- | ----------- |
| 1948.       | 286         |             |
| 1953.       | 306         |             |
| 1961.       | 400         |             |
| 1971.       | 441         |             |
| 1981.       | 444         |             |
| 1991.       | 330         | 302         |
| 2002.       | 318         | 352         |
| 2011.       | 318         |             |

| Етнички састав према попису из 2002.‍ | Етнички састав према попису из 2002.‍ | Етнички састав према попису из 2002.‍ | Етнички састав према попису из 2002.‍ | Етнички састав према попису из 2002.‍ |
| ------------------------------------ | ------------------------------------ | ------------------------------------ | ------------------------------------ | ------------------------------------ |
|                                      |                                      |                                      |                                      |                                      |
| Срби                                 | Срби                                 |                                      | 317                                  | 99,68%                               |
| Црногорци                            | Црногорци                            |                                      | 1                                    | 0,31%                                |
| непознато                            | непознато                            |                                      | 0                                    | 0,0%                                 |

| Прњавор у пописима Јагодинске нахије — од 1818. до 1829.                          |       |       |       |       |       |       |          |       |       |       |       |       |
| Година пописа                                                                     | 1818. | 1819. | 1820. | 1821. | 1822. | 1823. | 1824/25. | 1825. | 1826. | 1827. | 1828. | 1829. |
| Куће                                                                              | 46    | 39    | 40    | 38    | 38    | 39    | 38       | 39    | 38    | 42    | 40    | 37    |
| Пореске главе*                                                                    | -     | 40    | 47    | 42    | 39    | 45    | 48       | 44    | 40    | 40    | 40    | 33    |
| Арачке главе**                                                                    | 98    | 98    | 79    | 78    | 78    | 88    | 84       | 81    | 96    | 95    | 89    | 91    |
| *Пореске главе = Ожењени мушкарци \| ** Арачке главе = Мушкарци од 7 до 70 година |       |       |       |       |       |       |          |       |       |       |       |       |

| Година пописа     | 1948. | 1953. | 1961. | 1971. | 1981. | 1991. | 2002. |
| ----------------- | ----- | ----- | ----- | ----- | ----- | ----- | ----- |
| Број домаћинстава | 52    | 59    | 88    | 110   | 114   | 102   | 102   |

| Број чланова      | 1  | 2  | 3  | 4  | 5 | 6 | 7 | 8 | 9 | 10 и више | Просек |
| ----------------- | -- | -- | -- | -- | - | - | - | - | - | --------- | ------ |
| Број домаћинстава | 18 | 29 | 25 | 17 | 9 | 3 | 1 | 0 | 0 | 0         | 2,83   |

| Пол    | Укупно | Неожењен/Неудата | Ожењен/Удата | Удовац/Удовица | Разведен/Разведена | Непознато |
| ------ | ------ | ---------------- | ------------ | -------------- | ------------------ | --------- |
| Мушки  | 123    | 26               | 88           | 4              | 5                  | 0         |
| Женски | 147    | 36               | 86           | 19             | 6                  | 0         |
| УКУПНО | 270    | 62               | 174          | 23             | 11                 | 0         |

| Пол    | Укупно                    | Пољопривреда, лов и шумарство | Рибарство                            | Вађење руде и камена | Прерађивачка индустрија       |
| ------ | ------------------------- | ----------------------------- | ------------------------------------ | -------------------- | ----------------------------- |
| Мушки  | 75                        | 17                            | 0                                    | 0                    | 23                            |
| Женски | 62                        | 9                             | 0                                    | 0                    | 18                            |
| УКУПНО | 137                       | 26                            | 0                                    | 0                    | 41                            |
| Пол    | Производња и снабдевање   | Грађевинарство                | Трговина                             | Хотели и ресторани   | Саобраћај, складиштење и везе |
| Мушки  | 7                         | 3                             | 9                                    | 0                    | 1                             |
| Женски | 1                         | 0                             | 6                                    | 0                    | 0                             |
| УКУПНО | 8                         | 3                             | 15                                   | 0                    | 1                             |
| Пол    | Финансијско посредовање   | Некретнине                    | Државна управа и одбрана             | Образовање           | Здравствени и социјални рад   |
| Мушки  | 0                         | 5                             | 2                                    | 2                    | 0                             |
| Женски | 0                         | 0                             | 3                                    | 1                    | 1                             |
| УКУПНО | 0                         | 5                             | 5                                    | 3                    | 1                             |
| Пол    | Остале услужне активности | Приватна домаћинства          | Екстериторијалне организације и тела | Непознато            | Непознато                     |
| Мушки  | 4                         | 0                             | 0                                    | 2                    | 2                             |
| Женски | 23                        | 0                             | 0                                    | 0                    | 0                             |
| УКУПНО | 27                        | 0                             | 0                                    | 2                    | 2                             |